# Cobar
Cobar è una città (popolazione stimata di circa 8 000 persone) nel nord-est del Nuovo Galles del Sud in Australia.

## Geografia
Si trova 711 km (442 miglia) a nord-ovest di Sydney nella strada trasversale della Kidman Way (al Queensland e Barrier Highway) nell'Australia Meridionale).
La città e il governo dell'area locale, il Cobar Shire Council, sono nella parte orientale estrema.
Il nome Cobar deriva dalla lingua Ngiyampaa.